# Estação Antártica Comandante Ferraz

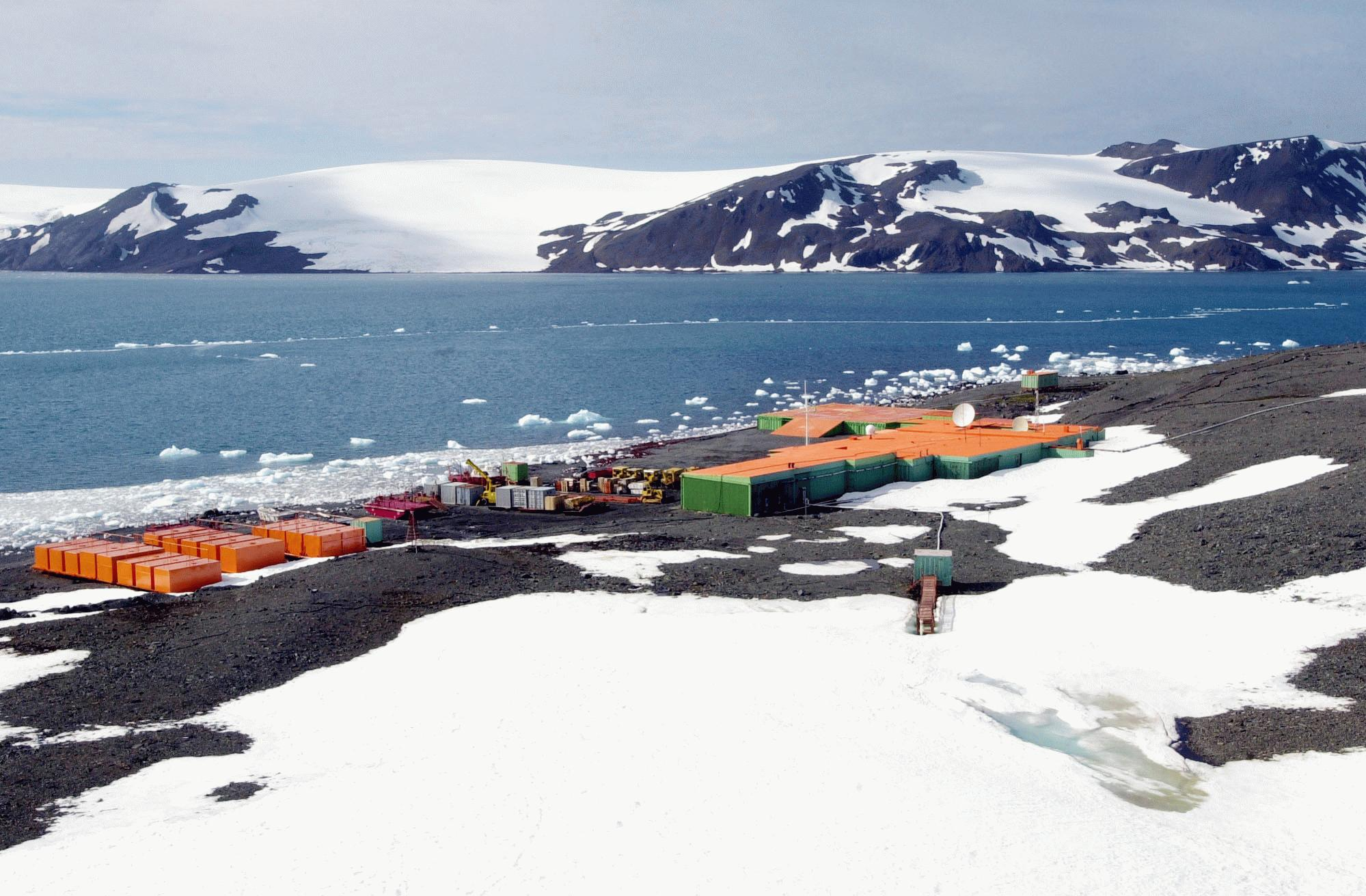
Blick auf die Station

Estação Antártica Comandante Ferraz, oft auch nur Comandante Ferraz, ist eine brasilianische Forschungsstation in der Antarktis. Sie befindet sich auf der Keller-Halbinsel in der Admiralty Bay von King George Island im Archipel der Südlichen Shetlandinseln. Ihr Vorläufer war die britische Station G. Sie wurde vom Forschungsschiff Barão de Teffé auf die Insel transportiert und nahm am 6. Februar 1984 ihren Betrieb auf. Die Station ist zu Ehren des brasilianischen Antarktispioniers Luís Antônio de Carvalho Ferraz benannt. Am 25. Februar 2012 wurde sie nach einer Explosion im Generatorraum und dem daraus entstandenen Großbrand völlig zerstört. Zwei Angehörige der brasilianischen Marine starben durch den Brand.

## Die Basis

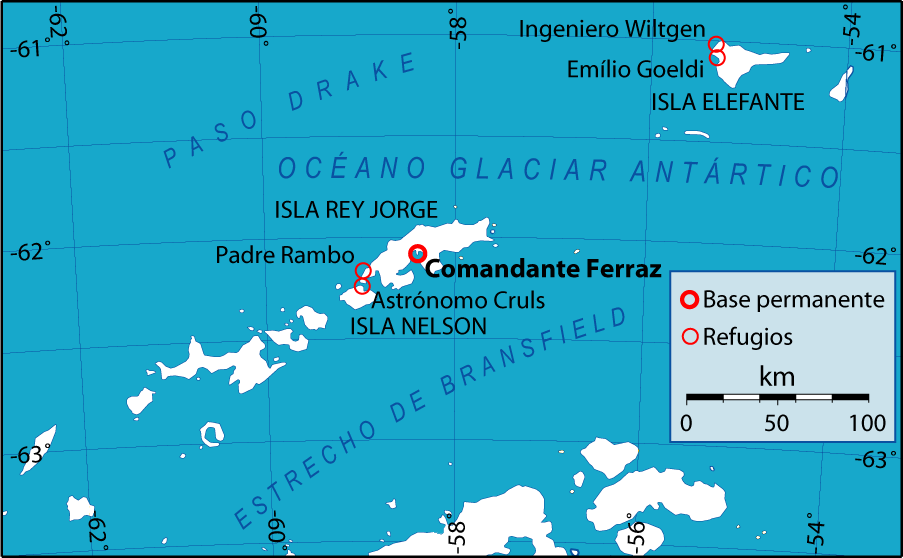
Lage der Estação Antártica Comandante Ferraz auf King George Island

Die Station wurde anfangs aus acht jeweils 37,5 m³ großen Wellblech-Containern zusammengebaut, die insgesamt zwölf Personen Platz boten. Später wurde die Basis mit zusätzlichen Modulen erweitert. Sie belegt eine Fläche von circa 2600 m². Bis 2004 wurden 60 Räume eingerichtet, in denen 46 Personen untergebracht waren. Die Station ähnelt einer kleinen Stadt inmitten des antarktischen Eises. Es gibt Lagerräume, Werkstätten, eine Bibliothek, Wohn- und Erholungsräume, ein Krankenhaus, Kommunikationseinrichtungen, eine Sporthalle sowie Kantine und Speisesaal. Nahe der Station befindet sich ein Hubschrauberlandeplatz.
Die Basis war ganzjährig besetzt; Betrieb herrschte rund um die Uhr. Die Verwaltung der Basis obliegt der brasilianischen Marine. Militärs sind ständig auf der Basis stationiert und werden regelmäßig gewechselt.